# ماري دو فيلبان
ماري غالوزيو دو فيلبان (بالفرنسية: Marie de Villepin)‏ (مواليد 8 مايو 1986) عارضة أزياء ممثلة ومغنية فرنسية.

## نشأتها
وهي ابنة رئيس الوزراء الفرنسي الأسبق دومينيك دو فيلبان لديها شقيق، آرثر، وشقيقة أصغر، فيكتوار. تخرجت مع شهادة في القانون من جامعة بانثون-أساس في عام 2006 وأصبحت عارضة أزياء في نيويورك. وركزت في وقت لاحق على التمثيل، بعد أخذ دروس التمثيل في باريس في كورس فلورنت ونيويورك.

## الحياة الشخصية
يشاع أن ماري على علاقة مع الممثلة الأمريكية آمبر هيرد.

## روابط خارجية
- ماري دو فيلبان على موقع IMDb (الإنجليزية)
- ماري دو فيلبان على موقع ألو سيني (الفرنسية)
- ماري دو فيلبان على موقع أول موفي (الإنجليزية)
- ماري دو فيلبان على موقع قاعدة بيانات الأفلام السويدية (السويدية)
- ماري دو فيلبان على موقع قاعدة بيانات الفيلم (الإنجليزية)
- ماري دو فيلبان على موقع كينوبويسك (الروسية)

- / Marie de Villepin's profile on Zimbio
- Above Live Video, Marie de Villepin interviewing Angela Lindvall
- Pinkmist
- الموقع الرسمي
- / IMG Profile of Marie de Villepin
- Agents Associés Suzy Vatinet / Marie de Villepin
- / Marie de Villepin's French Agency
- Elle.US October 2005
- Marie de Villepin was the Bride at F. Sorbier Couture,F/W 2004